# Сидорки
Сидорки — деревня в Рославльском районе Смоленской области России. Входит в состав Кирилловского сельского поселения. Население — 149 жителей (2007 год). 
Расположена в южной части области в 1,5 км к северу от Рославля, в 1,5 км севернее автодороги А101 Москва — Варшава («Старая Польская» или «Варшавка»), на берегу реки Остёр. В 3 км юго-восточнее деревни расположена железнодорожная станция Рославль-1 на линии Смоленск — Брянск. 

## История
Вплоть до XIX века в часовне в деревне Сидорок Рославльского уезда Смоленской губернии хранилось огромное топорище, по преданию от сякеры великана, основавшего деревню.
В годы Великой Отечественной войны деревня была оккупирована гитлеровскими войсками в августе 1941 года, освобождена в сентябре 1943 года.

## Знаменитые уроженцы
- Амиков, Владимир Иванович (1925—1946) — участник Великой Отечественной войны 1941—1945 гг., полный кавалер ордена Славы.